# Herrestaviken
Herrestaviken är en sjö i Strängnäs kommun i Södermanland och ingår i Norrströms huvudavrinningsområde. Sjön har en area på 0,508 kvadratkilometer och ligger 0 meter över havet.

## Delavrinningsområde
Herrestaviken ingår i det delavrinningsområde (657902-158358) som SMHI kallar för Rinner till Mälaren-Gripsholmsviken. Medelhöjden är 21 meter över havet och ytan är 16,66 kvadratkilometer. Det finns inga avrinningsområden uppströms utan avrinningsområdet är högsta punkten. Råcksta å (Bergaån) som avvattnar avrinningsområdet har biflödesordning 2, vilket innebär att vattnet flödar genom totalt 2 vattendrag innan det når havet efter 55 kilometer. Avrinningsområdet består mestadels av skog (47 procent), öppen mark (15 procent) och jordbruk (32 procent). Avrinningsområdet har 0,68 kvadratkilometer vattenytor vilket ger det en sjöprocent på 4,1 procent. Bebyggelsen i området täcker en yta av 0,16 kvadratkilometer eller 1 procent av avrinningsområdet.